# Wereldbeker schaatsen 2010/2011 - 1500 meter vrouwen
De Wereldbeker schaatsen 2010/2011 - 1500 meter vrouwen begon op 14 november 2010 in Heerenveen en eindigde aldaar op 4 maart 2011. Titelverdedigster was Kristina Groves uit Canada, zij werd opgevolgd door haar landgenote Christine Nesbitt.
Deze wereldbekercompetitie was tevens het kwalificatietoernooi voor de WK afstanden 2011.

## Eindpodium 2009/10
| Medaille | Naam              | Punten |
| -------- | ----------------- | ------ |
| Goud:    | Kristina Groves   | 560    |
| Zilver:  | Christine Nesbitt | 374    |
| Brons:   | Martina Sáblíková | 348    |

## Podia
| Wedstrijd:     | Goud:                     | Tijd    | Zilver:                   | Tijd    | Brons:                     | Tijd    |
| Heerenveen     | Christine Nesbitt Canada  | 1.56,00 | Ireen Wüst Nederland      | 1.57,35 | Marrit Leenstra Nederland  | 1.57,68 |
| Berlijn        | Christine Nesbitt Canada  | 1.57,03 | Ida Njåtun Noorwegen      | 1.57,99 | Ireen Wüst Nederland       | 1.58,93 |
| Hamar          | Christine Nesbitt Canada  | 1.58,00 | Marrit Leenstra Nederland | 1.58,03 | Brittany Schussler Canada  | 1.58,96 |
| Moskou         | Christine Nesbitt Canada  | 1.56,80 | Ireen Wüst Nederland      | 1.56,93 | Martina Sáblíková Tsjechië | 1.57,50 |
| Salt Lake City | Marrit Leenstra Nederland | 1.53,35 | Ireen Wüst Nederland      | 1.53,75 | Christine Nesbitt Canada   | 1.54,16 |
| Heerenveen     | Ireen Wüst Nederland      | 1.56,35 | Marrit Leenstra Nederland | 1.57,00 | Christine Nesbitt Canada   | 1.57,86 |

## Eindstand
| #  | Naam                   | HVN | BER | HAM | MOS | SLC | HVN | Totaal |
| -- | ---------------------- | --- | --- | --- | --- | --- | --- | ------ |
| 1  | Christine Nesbitt      | 100 | 100 | 100 | 100 | 70  | 105 | 575    |
| 2  | Marrit Leenstra        | 70  | 36  | 80  | 60  | 100 | 120 | 466    |
| 3  | Ireen Wüst             | 80  | 70  | —   | 80  | 80  | 150 | 460    |
| 4  | Brittany Schussler     | 50  | 50  | 70  | 45  | 36  | 14  | 265    |
| 5  | Martina Sáblíková      | —   | 40  | 36  | 70  | 6   | 75  | 227    |
| 6  | Cindy Klassen          | 60  | 60  | 45  | —   | 40  | 8   | 213    |
| 7  | Ida Njåtun             | 19  | 80  | 28  | 21  | 16  | 21  | 185    |
| 8  | Jilleanne Rookard      | 28  | 45  | 40  | 28  | 0   | 40  | 181    |
| 9  | Diane Valkenburg       | —   | —   | —   | 36  | 50  | 90  | 176    |
| 10 | Jekaterina Lobysjeva   | 14  | 16  | 50  | 32  | 45  | 18  | 175    |
| 11 | Laurine van Riessen    | 45  | 8   | 60  | 18  | —   | 28  | 159    |
| 12 | Jekaterina Sjichova    | —   | 14  | 32  | 40  | 21  | 45  | 152    |
| 13 | Jorien Voorhuis        | —   | —   | 25  | 50  | 28  | 36  | 139    |
| 14 | Heather Richardson     | 24  | 12  | —   | 16  | 60  | 24  | 136    |
| 15 | Hege Bøkko             | 8   | 19  | 14  | 24  | —   | 32  | 97     |
| 16 | Isabell Ost            | 21  | 6   | 18  | 10  | 14  | 12  | 81     |
| 17 | Margot Boer            | 40  | 21  | 16  | —   | —   | —   | 77     |
| 18 | Miho Takagi            | 11  | 25  | —   | —   | 18  | 16  | 70     |
| 19 | Joelia Skokova         | 6   | 11  | 24  | 8   | 10  | 6   | 65     |
| 20 | Ingeborg Kroon         | 36  | 5   | 21  | —   | —   | —   | 62     |
| 21 | Monique Angermüller    | 8   | —   | —   | 25  | 24  | —   | 57     |
| 21 | Kristina Groves        | 32  | 24  | —   | —   | —   | —   | 56     |
| 22 | Shannon Rempel         | 18  | 18  | —   | 12  | 8   | —   | 56     |
| 24 | Noh Seon-yeong         | 25  | 28  | —   | —   | —   | —   | 53     |
| 25 | Lee Ju-youn            | 16  | 32  | —   | —   | —   | —   | 48     |
| 26 | Gabriele Hirschbichler | 6   | 15  | —   | 14  | 12  | —   | 47     |
| 27 | Jennifer Bay           | 12  | 6   | 6   | 6   | 15  | —   | 45     |
| 28 | Claudia Pechstein      | —   | —   | —   | —   | 25  | 10  | 35     |
| 29 | Eriko Ishino           | 10  | 4   | 12  | —   | 8   | —   | 34     |
| 30 | Nao Kodaira            | —   | —   | —   | —   | 32  | —   | 32     |
| 31 | Masako Hozumi          | 2   | 2   | 8   | —   | 19  | —   | 31     |
| 32 | Ji Jia                 | 15  | 10  | —   | —   | 0   | —   | 25     |
| 33 | Karolína Erbanová      | 0   | 0   | 19  | 5   | —   | —   | 24     |
| 34 | Luiza Złotkowska       | 5   | 0   | 10  | —   | 6   | —   | 21     |
| 35 | Ayaka Kikuchi          | 4   | 8   | 8   | 1   | 0   | —   | 21     |
| 36 | Jevgenia Dmitrieva     | 0   | 0   | —   | 19  | —   | —   | 19     |
| 37 | Natsumi Kado           | —   | —   | 6   | 11  | —   | —   | 17     |
| 38 | Mari Hemmer            | —   | —   | 15  | —   | 1   | —   | 16     |
| 39 | Alla Sjabanova         | —   | —   | —   | 15  | —   | —   | 15     |
| 40 | Linda de Vries         | —   | —   | —   | —   | 11  | —   | 11     |
| 41 | Olga Graf              | —   | —   | 11  | —   | —   | —   | 11     |
| 42 | Anna Rokita            | 0   | 0   | 2   | 8   | —   | —   | 10     |
| 43 | Kirsti Lay             | —   | —   | —   | 6   | 4   | —   | 10     |
| 44 | Yuki Matsuda           | 4   | 1   | 5   | —   | —   | —   | 10     |
| 45 | Natalia Czerwonka      | 2   | 0   | 0   | 4   | 0   | —   | 6      |
| 46 | Katrin Mattscherodt    | —   | 0   | 4   | 2   | —   | —   | 6      |
| 47 | Wang Fei               | 3   | 0   | —   | —   | —   | —   | 3      |
| 48 | Jelena Sochrjakova     | 1   | —   | —   | —   | 2   | —   | 3      |
| 49 | Ivanie Blondin         | —   | —   | 1   | 0   | —   | —   | 1      |

## Wereldbekerwedstrijden
Hier volgt een overzicht van de top 10 per wereldbekerwedstrijd en de Nederlanders.

### Heerenveen
| rang   | schaatser           | tijd    | punten |
| ------ | ------------------- | ------- | ------ |
| Goud   | Christine Nesbitt   | 1.56,00 | 100    |
| Zilver | Ireen Wüst          | 1.57,35 | 80     |
| Brons  | Marrit Leenstra     | 1.57,68 | 70     |
| 4      | Cindy Klassen       | 1.57,88 | 60     |
| 5      | Brittany Schussler  | 1.58,44 | 50     |
| 6      | Laurine van Riessen | 1.58,80 | 45     |
| 7      | Margot Boer         | 1.59,17 | 40     |
| 8      | Ingeborg Kroon      | 1.59,54 | 36     |
| 9      | Kristina Groves     | 1.59,68 | 32     |
| 10     | Jilleanne Rookard   | 1.59,83 | 28     |

### Berlijn
| rang   | schaatser           | tijd       | punten |
| ------ | ------------------- | ---------- | ------ |
| Goud   | Christine Nesbitt   | 1.57,03    | 100    |
| Zilver | Ida Njåtun          | 1.57,99    | 80     |
| Brons  | Ireen Wüst          | 1.58,93    | 70     |
| 4      | Cindy Klassen       | 1.59,14    | 60     |
| 5      | Brittany Schussler  | 1.59,15    | 50     |
| 6      | Jilleanne Rookard   | 1.59,53(3) | 45     |
| 7      | Martina Sáblíková   | 1.59,53(6) | 40     |
| 8      | Marrit Leenstra     | 2.00,24    | 36     |
| 9      | Lee Ju-youn         | 2.00,42    | 32     |
| 10     | Noh Seon-yeong      | 2.00,45    | 28     |
|        |                     |            |        |
| 12     | Margot Boer         | 2.00,61    | 21     |
| 18     | Laurine van Riessen | 2.01,96    | 8      |
| 20     | Ingeborg Kroon      | 2.02,25    | 5      |

### Hamar
| rang   | schaatser            | tijd       | punten |
| ------ | -------------------- | ---------- | ------ |
| Goud   | Christine Nesbitt    | 1.58,00    | 100    |
| Zilver | Marrit Leenstra      | 1.58,03    | 80     |
| Brons  | Brittany Schussler   | 1.58,96    | 70     |
| 4      | Laurine van Riessen  | 1.59,63(0) | 60     |
| 5      | Jekaterina Lobysjeva | 1.59,63(5) | 50     |
| 6      | Cindy Klassen        | 2.00,16    | 45     |
| 7      | Jilleanne Rookard    | 2.00,35    | 40     |
| 8      | Martina Sáblíková    | 2.00,36    | 36     |
| 9      | Jekaterina Sjichova  | 2.00,48    | 32     |
| 10     | Ida Njåtun           | 2.00,49    | 28     |
|        |                      |            |        |
| 12     | Ingeborg Kroon       | 2.00,80    | 21     |
| 14     | Margot Boer          | 2.01,03    | 16     |
|        |                      |            |        |
| B1     | Jorien Voorhuis      | 2.01,67    | 25     |

### Moskou
| rang   | schaatser            | tijd    | punten |
| ------ | -------------------- | ------- | ------ |
| Goud   | Christine Nesbitt    | 1.56,80 | 100    |
| Zilver | Ireen Wüst           | 1.56,93 | 80     |
| Brons  | Martina Sáblíková    | 1.57,50 | 70     |
| 4      | Marrit Leenstra      | 1.57,56 | 60     |
| 5      | Jorien Voorhuis      | 1.57,92 | 50     |
| 6      | Brittany Schussler   | 1.57,98 | 45     |
| 7      | Jekaterina Sjichova  | 1.58,42 | 40     |
| 8      | Diane Valkenburg     | 1.58,88 | 36     |
| 9      | Jekaterina Lobysjeva | 1.59,21 | 32     |
| 10     | Jilleanne Rookard    | 1.59,56 | 28     |
|        |                      |         |        |
| 13     | Laurine van Riessen  | 2.00,01 | 18     |

### Salt Lake City
| rang   | schaatser            | tijd    | punten |
| ------ | -------------------- | ------- | ------ |
| Goud   | Marrit Leenstra      | 1.53,38 | 100    |
| Zilver | Ireen Wüst           | 1.53,75 | 80     |
| Brons  | Christine Nesbitt    | 1.54,16 | 70     |
| 4      | Heather Richardson   | 1.54,25 | 60     |
| 5      | Diane Valkenburg     | 1.54,44 | 50     |
| 6      | Jekaterina Lobysjeva | 1.54,87 | 45     |
| 7      | Cindy Klassen        | 1.55,25 | 40     |
| 8      | Brittany Schussler   | 1.55,26 | 36     |
| 9      | Nao Kodaira          | 1.55,40 | 32     |
| 10     | Jorien Voorhuis      | 1.55,72 | 28     |
|        |                      |         |        |
| B4     | Linda de Vries       | 1.56,48 | 11     |

### Heerenveen
| rang   | schaatser           | tijd    | punten |
| ------ | ------------------- | ------- | ------ |
| Goud   | Ireen Wüst          | 1.56,35 | 150    |
| Zilver | Marrit Leenstra     | 1.57,00 | 120    |
| Brons  | Christine Nesbitt   | 1.57,86 | 105    |
| 4      | Diane Valkenburg    | 1.58,36 | 90     |
| 5      | Martina Sáblíková   | 1.58,46 | 75     |
| 6      | Jekaterina Sjichova | 1.58,51 | 45     |
| 7      | Jilleanne Rookard   | 1.59,01 | 40     |
| 8      | Jorien Voorhuis     | 1.59,63 | 36     |
| 9      | Hege Bøkko          | 1.59,78 | 32     |
| 10     | Laurine van Riessen | 1.59,93 | 28     |

1985/1986 · 
1986/1987 · 
1987/1988 · 
1988/1989 · 
1989/1990 · 
1990/1991 · 
1991/1992 · 
1992/1993 · 
1993/1994 · 
1994/1995 · 
1995/1996 · 
1996/1997 · 
1997/1998 · 
1998/1999 · 
1999/2000 · 
2000/2001 · 
2001/2002 · 
2002/2003 · 
2003/2004 · 
2004/2005 · 
2005/2006 · 
2006/2007 · 
2007/2008 · 
2008/2009 · 
2009/2010 · 
2010/2011 · 
2011/2012 · 
2012/2013 · 
2013/2014 · 
2014/2015 · 
2015/2016 · 
2016/2017 · 
2017/2018 · 
2018/2019 · 
2019/2020 · 
2020/2021 · 
2021/2022 · 
2022/2023 · 
2023/2024 · 
2024/2025